# Alexandre Elói Portelli
Alexandre Elói Portelli (Lisboa, Mercês, ? – Rio de Janeiro, 21 de fevereiro de 1838) foi um engenheiro militar português que serviu à Coroa lusitana durante várias décadas no Brasil, onde participou dos processos de demarcação das fronteiras na Capitania de Rio Grande de São Pedro e ocupou diversos postos militares.

## Biografia

### Origens e família
Nasceu em Lisboa, freguesia de Nossa Senhora das Mercês, filho de José Portelli e irmão de Engrácia Rita Portelli, Ana Rita Portelli, Maria Rita Portelli, Joaquim José Portelli e João Carlos Portelli, que foi Sargento-mor de artilharia com exercício de secretário da Academia Real de Fortificação. Casou-se com Joaquina Marques de Azevedo, filha do tenente-coronel Manuel Marques de Souza, em 12 de fevereiro de 1793, época em que já tinha uma filha, Flora Maria Alexandrina.

### Carreira militar, ascensão social e condecorações
Após ter concluído seus estudos no curso matemático da Real Academia de Marinha e da Academia de Fortificação, Artilharia e Desenho, Portelli assentou praça em 14 de novembro de 1767, exercendo diversos postos e funções tanto em Brasil quanto em Portugal no decorrer dos 14 anos seguintes, até 1781, quando partiu para o Brasil já ocupando o posto de Capitão do Corpo de Engenheiros. Entre os anos de 1767 e 1774, foi nomeado Lente do curso preparatório da Academia do Rio de Janeiro, onde lecionou matemática conforme os planos de aula baseados nas lições editadas nos compêndios de José Fernandes Alpoim.
No referido ano de 1781, Alexandre Elói Portelli ingressou no Brasil, mais especificamente na Capitania de Rio Grande de São Pedro (atual estado do Rio Grande do Sul), compondo a Comissão de demarcação de limites fronteiriços com os domínios hispânicos. No mesmo ano, elaborou o "Plano do terreno em que actualmente se fazem as experiencias da sementeira de Linha Cânhamo por ordem do Ilustríssimo e Excelentíssimo Senhor Vice Rey de Estado [...]", mapa que abrange desde a serra dos Tapes até a Lagoa dos Patos. Nesta localidade, foi promovido ao posto de Coronel de engenheiros e designado comandante do batalhão de infantaria e artilharia da dita capitania.
Em solo brasileiro, Portelli escreveu diversos documentos que trazem informações importantes e detalhadas acerca dos serviços que prestou à Coroa Lusitana no País. Entre esses manuscritos está o "Diário de demarcação dos limites entre Portugal e Espanha na América [...]" de 8 de janeiro de 1788, cidade de São João Batista; uma carta destinada a seu irmão, o sargento-mor do Real Corpo de Engenheiros e lente da Academia Real de Fortificação, Joaquim José Portelli, em 19 de fevereiro de 1802, capitania de Rio Grande de São Pedro, cujo conteúdo diz respeito à conquista do Forte de Cerro Largo e Sete Povos das Missões e uma carta em que Portelli narra fatos a respeito da guerra contra os espanhóis e elogia demasiadamente as virtudes do brigadeiro Francisco João Roscio, a quem ele havia trabalhado na função de ajudante. 
Nas décadas seguintes a sua chegada ao Brasil, Portelli galgou consideravelmente na hierarquia militar: subiu para o posto de Sargento-mor em 1790; tenente-coronel no ano seguinte; coronel em 1800; brigadeiro em 1808; marechal-de-campo graduado em 13 de maio de 1811 e efetivo no mesmo dia e mês de 1813; vogal do Conselho Supremo Militar em 1814; tenente-general graduado e conselheiro de guerra em 1818; chefe do comissariado das fortificações do Brasil em 1820 e tenente-general no ano seguinte.
Foi condecorado, ainda, com o hábito de Avis em 13 de julho de 1803 e com o título de comendador da Ordem Militar de Nossa Senhora da Conceição de Vila Viçosa em 18 de maio de 1818 por meio de um decreto. Jurou a Constituição Política do Império ao assinar a ata referente a esse fato em 30 de março de 1824 no quartel-general do governo das armas da Corte.

### Às margens da lei
Repetindo as práticas de outros militares da época, Alexandre Elói Portelli apropriou-se ilegalmente de sesmarias, tendo em vista que a posição social ocupada por esses sujeitos lhes conferia a possibilidade de monopolizar as terras alheias em benefício próprio. Assim o fez Portelli, quando em 1803 tentou obter uma sesmaria em Rio Grande que, além de exceder a extensão permitida pela lei, estava localizada em "campos indecisos", ou seja, em disputa, não podendo ser ocupados tanto por Portugal quanto por Espanha, conforme informa o Governador Paulo Silva da Gama. O último ainda informa, no mesmo documento, que Portelli já havia obtido outras duas sesmarias, uma em Rio Pardo que logo em seguida a vendeu e outra em Rio Grande, as quais ocultou do requerimento, alegando viver apenas do soldo.
Ainda às margens da lei, Portelli também manteve vínculos estreitos com famílias envolvidas no contrabando, sendo exemplar o já referido matrimônio firmado com Joaquina Marques de Azevedo, cujo pai, Marques de Souza, era comandante de fronteira e aparentado da família Pinto Bandeira, fortemente ligada ao contrabando na região de Lagoa Mirim.

### Falecimento
Faleceu em 21 de fevereiro de 1838 no Rio de Janeiro, sendo sepultado no dia seguinte nas catacumbas da Igreja de São Francisco de Paula.